# Хачатрян, Хачатур Агавардович
Хачатур Агавардович Хачатрян (арм. Խաչատուր Աղավարդի  Խաչատրյան; 1 июля 1982, Ереван, Армянская ССР, СССР) — армянский математик, доктор физико-математических наук (2011), профессор (2018), лауреат премии Президента Республики Армения (2019).

## Биография
Родился 1 июля 1982  г. в городе Ереване.

## Образование
- В 1998 г. окончил физ. мат. школу № 1 им. Шагиняна с отличием.
- Окончил математический факультет ЕрГУ в 2004 г. с отличием (кафедра дифференциальных уравнений и функционального анализа).
- В 2004 г. поступил в аспирантуру ЕрГУ
- В 2006 г. в специализированном совете 0.50 ЕрГУ защитил кандидатскую диссертацию по теме «О факторизационных методах решения некоторого класса интегральных и интегро-дифференциальных уравнений на полуоси». (специальность 01.01.02 — «Дифференциальные уравнения»), научный руководитель доктор физ.-мат. наук, проф. Н. Б. Енгибарян, официальные оппоненты: доктор физ.-мат. наук, проф. Сергеев, Армен Глебович, кандидат физ.-мат. наук, доцент А. Г. Камалян, Ведущая организация: Армянский государственный педагогический универститет.
- В 2011 г. в специализированном совете 050 ЕрГУ защитил докторскую диссертацию по теме «Вопросы разрешимости некоторых нелинейных интегральных и интегро-дифференциальных уравнений с некомпактными операторами в критическом случае» (специальность 01.01.02 — «Дифференциальные уравнения»), официальные оппоненты: доктор физ.-мат. наук, проф. Забрейко, Пётр Петрович, доктор физ.-мат. наук, проф. А. С. Кривошеев, академик НАН Армении, доктор физ.-мат. наук, проф. А. Б. Нерсесян, Ведущая организация: Математический институт имени В. А. Стеклова РАН.
- С 2018 г.-профессор
- Научный руководитель 7 кандидатских диссертаций.

## Научная деятельность
С 2005 года работает в отделе методов математической физики института математики НАН Армении. С 2004 по 2006 год и с 2012 года преподает в Ереванском государственном университете (ЕрГУ). В 2015—2017 гг. преподавал Ереванскoм филиалe МГУ им. М. В. Ломоносова (по совместительству). С 2019 года преподает в Российско-Армянском Славянском Университете. С 2019 г. Основной исполнитель гранта Российского научного фонда (проект № 19-11-00223) МГУ им. М. В. Ломоносова. С 2020г. Заведующий кафедрой  дифференциальных уравнений, а с 2021г.   Заведующий кафедрой теории функций и  дифференциальных уравнений Ереванского Государственного Университета.
Преподает курсы: функциональный анализ, дифференциальные уравнения, уравнения математической физики, вариационное исчисление, математический анализ, нелинейные операторные уравнения, уравнения типа свертки.

## Научные интересы
- Дифференциальные уравнения
- Уравнения математической физики
- Нелинейный анализ
- Интегральные и интегро-дифференциальные уравнения с операторами типа Гаммерштейна и Урысона
- Интегральные уравнения типа свертки
- Факторизация интегральных и интегро-дифференциальных операторов,
- Уравнение Больцмана
- p-адическая теория струн
- Нелинейные псевдодифференциальные уравнения
- Математическое моделирование географического распространения эпидемии
- Нелинейные параболические уравнения

## Награды
- Победитель конкурса «Результативный научный работник-2021» по секции «Естественные науки» (Top 100), Министерство образования, науки, культуры и спорта РА, Ереван
- Победитель конкурса «Результативный научный работник-2020» по секции «Естественные науки» (Top 100), Госкомнауки Министерства образования и науки РА, Ереван
- 2019 г. Премия Президента Республики Армения в области естественных наук за 2018 год
- 2019 г.-2021 г. Основной исполнитель гранта Российского научного фонда (проект № 19-11-00223)
- Победитель конкурса «Результативный научный работник-2018» по секции «Естественные науки» (Top 100), Госкомнауки Министерства образования и науки РА, Ереван
- Победитель конкурса «Программа поддержки исследований для молодых ученых — 2016» по математике, Госкомнауки Министерства образования и науки РА, Ереван
- Победитель конкурса «Результативный научный работник-2016» по секции «Естественные науки» (Top 100), Госкомнауки Министерства образования и науки РА, Ереван
- Победитель конкурса «Результативный научный работник-2014» по секции «Естественные науки» (Top 100), Госкомнауки Министерства образования и науки РА, Ереван
- Победитель конкурса «Программа поддержки исследований для молодых ученых — 2013» по математике, Госкомнауки Министерства образования и науки РА, Ереван
- Лауреат первой премии Национальнoй Академии Наук Республики Армения «Лучшая научная работa для молодых ученых, Математика и механика» (2013).
- Лауреат первой премии им. С. Н. Мергеляна для молодых ученых (2013)
- В 2003 г. стал «лучшим студентом ЕрГУ»
- 2003—2004 гг. — стипендия фонда «Исследовательская математика»
- 1997 Приз 1-й степени межлицейской республиканской олимпиады школьников по математике

## Членство в организациях
- Зам. председателя специализированного совета ВАК по математике 050 при ЕрГУ
- Член редколлегии Известия НАН Армении, математика
- Член специализированного совета ВАК по педагогике 058 при ЕрГУ
- Член Ученого Совета Института математики НАН РА
- Член Ученого совета Mатематико-механического факультета Ереванского государственного университета
- Член Ученого совета Института математики и информатики Российско-Армянского (Славянского) университета
- Член Армянского Математического Союза

## Научные публикации
Имеет более 100 научных статей в различных научных международных журналах.
- Х.А. Хачатрян, А.С. Петросян, “Теоремы существования и единственности для одной бесконечной системы нелинейных алгебраических уравнений”, Известия Иркутского государственного университета. Серия Математика, 44 (2023),  44–54
- Х.А. Хачатрян, А.С. Петросян, “О нетривиальной разрешимости одной системы нелинейных интегральных уравнений на всей прямой”, Изв. РАН. Сер. матем., 87:5 (2023),  215–231
- Х.А. Хачатрян, А.С. Петросян, “Об одном классе нелинейных интегральных уравнений типа Гаммерштейна–Вольтерра на полуоси”, Изв. вузов. Матем., 2023, 1,  75–86
- А.С. Петросян, Х.А. Хачатрян, “О единственности решения одного класса интегральных уравнений с суммарно-разностным ядром и с выпуклой нелинейностью на положительной полупрямой”, Матем. заметки, 113:4 (2023),  529–543
- А.Х. Хачатрян, Х.А. Хачатрян, А.С. Петросян, “О нелинейных интегральных уравнениях типа свертки в теории p-адических струн”, ТМФ, 216:1
- Kh.A. Khachatryan, H.S. Petrosyan, S.M. Andriyan, “On the solubility of a class of two-dimensional integral equations on a quarter plane with monotone nonlinearity”, Bul. Acad. Ştiinţe Repub. Mold. Mat., 2022, 2,  19–38
- Х.А. Хачатрян, А.С. Петросян, “Асимптотическое поведение решения для одного класса нелинейных интегральных уравнений типа Гаммерштейна на всей прямой”, СМФН, 68:2 (2022),  376–391
- Х.А. Хачатрян, А.С. Петросян, “О суммируемых решениях одного класса нелинейных интегральных уравнений на всей прямой”, Изв. РАН. Сер. матем., 86:5 (2022),  157–168
- Х.А. Хачатрян, А.С. Петросян, “О разрешимости одного класса нелинейных интегральных уравнений Гаммерштейна на полуоси”, Изв. Сарат. ун-та. Нов. сер. Сер.: Математика. Механика. Информатика, 22:2 (2022),  169–179
- A.Kh. Khachatryan, Kh.A. Khachatryan, A.Zh. Narimanyan, “Existence and uniqueness result for reaction-diffusion model of diffusive population dynamics”, Тр. ММО, 83:2 (2022),  219–239
- А.Г. Сергеев, А.Х. Хачатрян, Х.А. Хачатрян, “Математическая модель распространения пандемии типа COVID-19”, Тр. ММО, 83:1 (2022),  63–75
- Х.А. Хачатрян, А.С. Петросян, “Об одном классе нелинейных интегро – дифференциальных уравнений”, Матем. тр., 25:1 (2022),  192–220
- Х.А. Хачатрян, А. С. Петросян, “О разрешимости одной системы нелинейных интегральных уравнений с монотонным оператором типа Гаммерштейна”, Тр. ИММ УрО РАН, 28:2 (2022),  201–214
- Х.А. Хачатрян, А.С. Петросян, “Вопросы существования и единственности решения одного класса нелинейных интегральных уравнений на всей прямой”, Вестн. Сам. гос. техн. ун-та. Сер. Физ.-мат. науки, 26:3 (2022),  446–479
- A.Kh. Khachatryan, Kh.A. Khachatryan, H.S. Petrosyan, “Solvability of Two-Dimensional Integral Equations with Monotone Nonlinearity”,  Journal of Mathematical Sciences, New York. 257:3, (2021), 720-731
- A.Kh. Khachatryan, Kh.A. Khachatryan, H.S. Petrosyan, “On Positive Bounded Solutions of One Class of Nonlinear Integral Equations with the Hammerstein–Nemytskii Operator”,  Differential Equations, vol. 57, iss. 6, (2021), 768–779
- А. Х. Хачатрян, Х. А. Хачатрян, А. С. Петросян, “Асимптотическое поведение решения для одного класса нелинейных интегро-дифференциальных уравнений в задаче распределения дохода”, Тр. ИММ УрО РАН, 27:1 (2021),  188–206
- Х. А. Хачатрян, А. С. Петросян, “О разрешимости одной системы сингулярных интегральных уравнений с выпуклой нелинейностью на положительной полупрямой”, Изв. вузов. Матем., (2021), 1,  31–51
- A. Kh. Khachatryan, Kh. A. Khachatryan, “On solvability of one infinite system of nonlinear functional equations in the theory of epidemics”, Eurasian Math. J., 11:2 (2020),  52–64
- Х. А. Хачатрян, “Существование и единственность решения одной граничной задачи для интегрального уравнения свертки с монотонной нелинейностью”, Изв. РАН. Сер. матем., 84:4 (2020),  198–207
- Х. А. Хачатрян, А. С. Петросян, “О разрешимости одного класса нелинейных интегральных уравнений Гаммерштейна–Стилтьеса на всей прямой”, Тр. МИАН, 308 (2020),  253–264
- Kh.A.Khachatryan, A.Zh.Narimanyan, A.Kh.Khachatryan, “On Mathematical Modelling of Temporial Spatial Spread of Epidemics” (France),Mathematical Modelling of Natural Phenomena, 15:6 (2020), 1-14
- Kh.A. Khachatryan, H.S. Petrosyan, “Solvability of a Nonlinear Problem in Open-Closed p-Adic String Theory”, Differential Equations, 56, (2020) 1371–1378
- Kh. A. Khachatryan, “Solvability of some nonlinear boundary value problems for singular integral equations of convolution type”, Trans. Moscow Math. Soc., 81:1 (2020), 1–31
- Х. А. Хачатрян, А. С. Петросян, “О качественных свойствах решения одной нелинейной граничной задачи в динамической теории p-адических струн”, Вестн. С.-Петербург. ун-та. Сер. 10. Прикл. матем. Информ. Проц. упр., 16:4 (2020),  423–436
- A. G. Sergeev, Kh. A. Khachatryan, “On the solvability of a class of nonlinear integral equations in the problem of a spread of an epidemic”, Trans. Moscow Math. Soc., 80 (2019), 95–111
- Х. А. Хачатрян, “О разрешимости некоторых классов нелинейных сингулярных краевых задач, возникающих в теории p-адических открыто-замкнутых струн”, ТМФ, 200:1 (2019),  106–117
- Х. А. Хачатрян, «О разрешимости некоторых классов нелинейных интегральных уравнений в теории p-адической струны», Изв. РАН. Сер. матем., 82:2 (2018), 172—193 ; Kh. A. Khachatryan, «On the solubility of certain classes of non-linear integral equations in p-adic string theory», Izv. Math., 82:2 (2018), 407—427
- А. Х. Хачатрян, Х. А. Хачатрян, А. А. Хачатрян, «Однопараметрическое семейство положительных решений для одного нелинейного интегрального уравнения, возникающего в физической кинетике», Известия НАН Армении, Математика, 53:1 (2018), 74-83
- Х. А. Хачатрян, А. С. Петросян, «Об одной начально-краевой задаче для интегро-дифференциального уравнения второго порядка со степенной нелинейностью», Известия вузов. Математика, 2018, № 6, 48-62 ; Kh. A. Khachatryan, H. S. Petrosyan, «One initial boundary-value problem for integro-differential equation of the second order with power nonlinearity», Russian Math. (Iz. VUZ), 62:6 (2018), 43-55
- А. Х. Хачатрян, Х. А. Хачатрян, «О разрешимости одного нелинейного интегрального уравнения динамической теории струны», ТМФ, 195:1 (2018), 44-53 ; A. Kh. Khachatryan, Kh. A. Khachatryan, «Solvability of a nonlinear integral equation in dynamical string theory», Theoret. and Math. Phys., 195:1 (2018), 529—537
- Х. А. Хачатрян, «О разрешимости одной граничной задачи в p-адической теории струн», Тр. ММО, 79:1 (2018), 117—132
- Х. А. Хачатрян, Ц. Э. Терджян, М. О. Аветисян, «Однопараметрическое семейство ограниченных решений для одной системы нелинейных интегральных уравнений на всей прямой», Известия НАН Армении, Математика, 53:4 (2018), 72-86
- A.Kh.Khachatryan , Kh. A. Khachatryan, «Solvability of a class of nonlinear pseudo-differential equations in R n», p-adic Numbers, Ultrametric Analysis and Applications, 10:2 (2018), 90-99
- Хачатрян Х. А., Петросян А. С., «Однопараметрические семейства положительных решений для некоторых классов нелинейных интегральных уравнений типа свертки», Сибирский журнал чистой и прикладной математики, 17:1 (2017), 91-108; Kh. A. Khachatryan, H. S. Petrosyan, «One parameter families of positive solutions of some classes of convolution type nonlinear integral equations», J. Math. Sci., 231:2 (2018), 153—167
- А. Х. Хачатрян, Х. А. Хачатрян, «Однопараметрическое семейство положительных решений нелинейного стационарного уравнения Больцмана в рамках модифицированной модели», УМН, 72:3(435) (2017), 191—192; A. Kh. Khachatryan, Kh. A. Khachatryan, «A one-parameter family of positive solutions of the non-linear stationary Boltzmann equation (in the framework of a modified model)», Russian Math. Surveys, 72:3 (2017), 571—573
- Kh.A.Khachatryan, «On solvability of one class nonlinear integral equations on whole line with a weak singularity at zero», p-Adic Numbers, Ultrametric Analysis and Applications, 9:4 (2017), 292—305
- А. Х. Хачатрян, Х. А. Хачатрян, «О некоторых вопросах разрешимости нелинейного стационарного уравнения Больцмана в рамках БГК-модели», Труды ММО, Тр. ММО, 77, № 1, МЦНМО, М., 2016, 103—130; A. Kh. Khachatryan, Kh. A. Khachatryan, «Some problems concerning the solvability of the nonlinear stationary Boltzmann equation in the framework of the BGK model», Trans. Moscow Math. Soc., 77 (2016), 87-106
- Х. А. Хачатрян, Ц. Э. Терджян, М. Ф. Броян, «Однопараметрическое семейство суммируемых решений одной системы нелинейных интегральных уравнений типа Гаммерштейна-Вольтерры в закритическом случае», Дифференциальные уравнения, 52:8 (2016), 1075—1081
- А. Х. Хачатрян, Х. А. Хачатрян, «О разрешимости нелинейного модельного уравнения Больцмана в задаче плоской ударной волны», ТМФ, 189:2 (2016), 239—255 ; A. Kh. Khachatryan, Kh. A. Khachatryan, «Solvability of a nonlinear model Boltzmann equation in the problem of a plane shock wave», Theoret. and Math. Phys., 189:2 (2016), 1609—1623
- Х. А. Хачатрян, А. С. Петросян,, «О разрешимости одного класса нелинейных интегральных уравне- ний на полуоси с некомпактным оператором типа Гаммерштейна — Стильтьеса», Укр. Мат. Журнал, 67:1 (2015), 106—127
- Х. А. Хачатрян, «О положительной разрешимости некоторых классов нелинейных интегральных уравнений типа Гаммерштейна на полуоси и на всей прямой», Изв. РАН. Сер. матем., 79:2 (2015), 205—224; Kh. A. Khachatryan, «Positive solubility of some classes of non-linear integral equations of Hammerstein type on the semi-axis and on the whole line», Izv, Math., 79:2 (2015), 411—430.
- Х. А. Хачатрян, Ц. Э. Терджян, «О разрешимости одного класса нелинейных интегральных уравнений типа Гаммерштейна в пространстве L1(R+)». Математические труды, 18:1 (2015), 190—200.; K. A. Khachatryan, Ts. E. Terdzhyan, «On the solvability of one class of nonlinear integral equations in L1(0,+∞)L1(0,+∞)», Siberian Adv. Math., 25:4 (2015), 268—275
- A.Kh.Khachatryan, Kh.A.Khachatryan, Ts. E. Terdjyan, «On solvability of one integral equation on half line with Chebyshev polynomial nonlinearity», P-Adic Numbers, Ultrametric Analysis, and Applications, 7:3 (2015), 228—237
- A.Kh.Khachatryan, Kh.A.Khachatryan, T.H. Sardaryan, «On One Nonlinear Boundary-Value Problem in Kinetic Theory of Gases», Journal of Mathematical Physics, Analysis, Geometry, 10:3 (2014), 320—327
- А. Х. Хачатрян, Х. А. Хачатрян, «Качественное различие решений для стационарных модельных уравнений Больцмана в линейном и нелинейном случаях», ТМФ, 180:2 (2014), 272—288; A.	Kh. Khachatryan, Kh. A. Khachatryan, «Qualitative difference between solutions of stationary model Boltzmann equations in the linear and nonlinear cases», Theoret. and Math. Phys., 180:2 (2014), 990—1004
- Khachatur A. Khachatryan and Mikael G. Kostanyan, «On the solvability of a nonlinear second-order integro-differential equation with sum-difference kernel on a semiaxis», Journal of Mathematical Sciences, 181:1 (2012), 65-77
- Aghavard Kh.Khachatryan, Khachatur A.Khachatryan, «Hammerstein -Nemitski type Nonlinear integral equations on half-line in space L1(R+) and Linfinity(R+)», Acta Univ. Palacki. Olomuc., Fac.rer. nat., Mathematica, 52:1 (2013), 89-100
- Х. А. Хачатрян, «Об одном классе интегральных уравнений типа Урысона с сильной нелинейностью», Известия РАН, сер. математическая, 76:1 (2012), 173—200; Kh. A. Khachatryan, «On a class of integral equations of Urysohn type with strong non-linearity», Izv. Math., 76:1 (2012), 163—189
- Х. А. Хачатрян, «О разрешимости в W11(R+)W11(R+) одного нелинейного интегро-дифференциального уравнения с некомпактным оператором Гаммерштейна-Немыцкого», Алгебра и анализ, 24:1 (2012), 223—247; Kh. A. Khachatryan, «On solvability one Hammerstein-Nemitski type nonlinear integral differential equation with noncompact operator in W11(R+)W11(R+)», St. Petersburg Math. J., 24:1 (2013), 167—183
- A.Kh.Khachatryan, Kh.A.Khachatryan, «Qualitative difference between solutions for a model Boltzmann equation in the linear and nonlinear cases», Theoretical and Mathematical Physics, 172:3 (2012), 1315—1320; A. Kh. Khachatryan, Kh. A. Khachatryan, «Qualitative difference between solutions for a model of the Boltzmann equation in the linear and nonlinear cases», Theoret. and Math. Phys., 172:3 (2012), 1315—1320
- A. Kh. Khachatryan, Kh. A. Khachatryan, «Existence and Uniqueness Theorem For a Hammerstein Nonlinear Integral Equation», Opuscula Mathematica (POLAND), 31:3 (2011), 393—398
- Kh. A. Khachatryan, «On a Class of Nonlinear Integral Equations With a Noncompact Operator», Journal of Contemporary Mathematical Analysis, 46:2 (2011), 89-100
- A. Khachatryan, Kh. Khachatryan, «On solvability of a nonlinear problem in theory of income distribution», Eurasian Math. J., 2:2 (2011), 75-88
- А. Х. Хачатрян, Х. А. Хачатрян, «Об одном нелинейном интегральном уравнении типа уравнения Гаммерштейна c некомпактным оператором», Матем. сб., 201:4 (2010), 125—136; A. Kh. Khachatryan, Kh. A. Khachatryan, «A nonlinear integral equation of Hammerstein type with a noncompact operator», Sb. Math., 201:4 (2010), 595—606
- Х. А. Хачатрян, «Разрешимость одного класса интегро-дифференциальных уравнений второго порядка с монотонной нелинейностью на полуоси», Изв. РАН. Сер. матем., 74:5 (2010), 191—204; Kh. A. Khachatryan, «Solubility of a class of second-order integro-differential equations with monotone non-linearity on a semi-axis», Izv. Math., 74:5 (2010), 1069—1082
- Х. А. Хачатрян, «О некоторых системах нелинейных интегральных уравнений типа Гаммерштейна на полуоси», Укр. Мат. Журнал, 62:4 (2010), 552—566
- A. Kh. Khachatryan and Kh. A. Khachatryan, «On an Integral Equation With Monotonic Nonlinearity», Memoirs on Differential Equations and Mathematical Physics, 51:3 (2010), 59-72
- Х. А. Хачатрян, «Однопараметрическое семейство решений одного класса нелинейных уравнений Гаммерштейна», Доклады РАН, математика, 429:5 (2009), 595—599
- Х. А. Хачатрян, «Достаточные условия разрешимости интегрального уравнения Урысона на полуоси», Доклады РАН, математика, 425:4 (2009), 462—465